# 徳永耕治
徳永 耕治（とくなが こうじ、1968年9月3日 - ）は、千葉県千葉市出身の元野球選手（内野手）。バルセロナ五輪代表では四番打者を務めた。

## 経歴
千葉工業高では長打力を評価されて一年からレギュラーを務め、三年になると捕手に転向し四番を任された。全国大会出場はならなかったが、同じ県内の銚子商業の監督だった斉藤一之の紹介があり、卒業後は社会人野球の日本石油に進む。1年目はブルペン捕手だったが、入社2年目の1988年に指名打者制度が導入されたのをきっかけにチームの若返りの方針もあって四番を任されるようになり、同年の日本選手権には四番・DHとして出場。2回戦の対神戸製鋼戦で2本塁打、準決勝の対東芝戦でも2ラン本塁打を放つ活躍で、大会優秀選手に選ばれている。
以降はチーム内で不動の四番となり、一塁手にコンバートされた1989年に若林重喜が入社するとツインバズーカと呼ばれる強力なコンビを形成。1991年には日本選手権で24打数12安打、3本塁打、10打点の成績で打撃賞を獲得して優勝に貢献し、さらに同年の全日本アマ王座決定戦では3本の本塁打を放ちMVPを獲得した。日本代表の四番だった丹波健二が同年にプロ入りした事もあって、新たな主砲を探していた山中正竹監督の目に止まり、翌1992年のバルセロナ五輪では日本代表にチームメイトの若林や坂口裕之、小桧山雅仁らとともに選出されている。五輪では四番・一塁手として全試合に先発出場し、いずれもチームトップの14安打、4本塁打、13打点の成績を残した。銅メダルの結果を称え、千葉県知事賞を受賞した。
しかし、指名を期待していた同年のドラフト会議でプロから声がかからず、野球に対するモチベーションを一時的に見失う。野球を忘れたいほどの悔しさを感じ、オフには体重が8kg増えたという。翌1993年は打撃が上向かず、都市対抗スタメンは補強選手に取って代わられた。ここでチームメイトへの気遣いを見せてチームの優勝を陰から支え、2年後の1995年の都市対抗では六番・一塁手として2年振りの優勝に貢献。1996年の都市対抗は優勝こそ逃したものの、本大会への調整が順調だったこともあって若林とともに本大会で5本塁打を放つ活躍を見せた。これを花道に、同年で現役を引退している。

## 選手としての特徴
自他ともに認める爆発的な長打力があり、全日本アマ王座決定戦での1試合3本塁打などを記録した。チームメイトの若林重喜は、上手くヒジをたたんで内角の球にも対応ができ、金属バットに頼らず体の回転を活かして球に力を伝えていた、と徳永の打撃を評している。一方、ミートポイントが投手に近い典型的な金属バットだと徳永自身は認識していたという。